# Regional Express (Fluggesellschaft)
Regional Express Pty Ltd (kurz REX) ist eine australische Fluggesellschaft mit Sitz in Wagga Wagga und Basis auf dem Flughafen Wagga Wagga. Sie ist außerhalb der Qantas Group die größte australische Regionalfluglinie.

## Geschichte

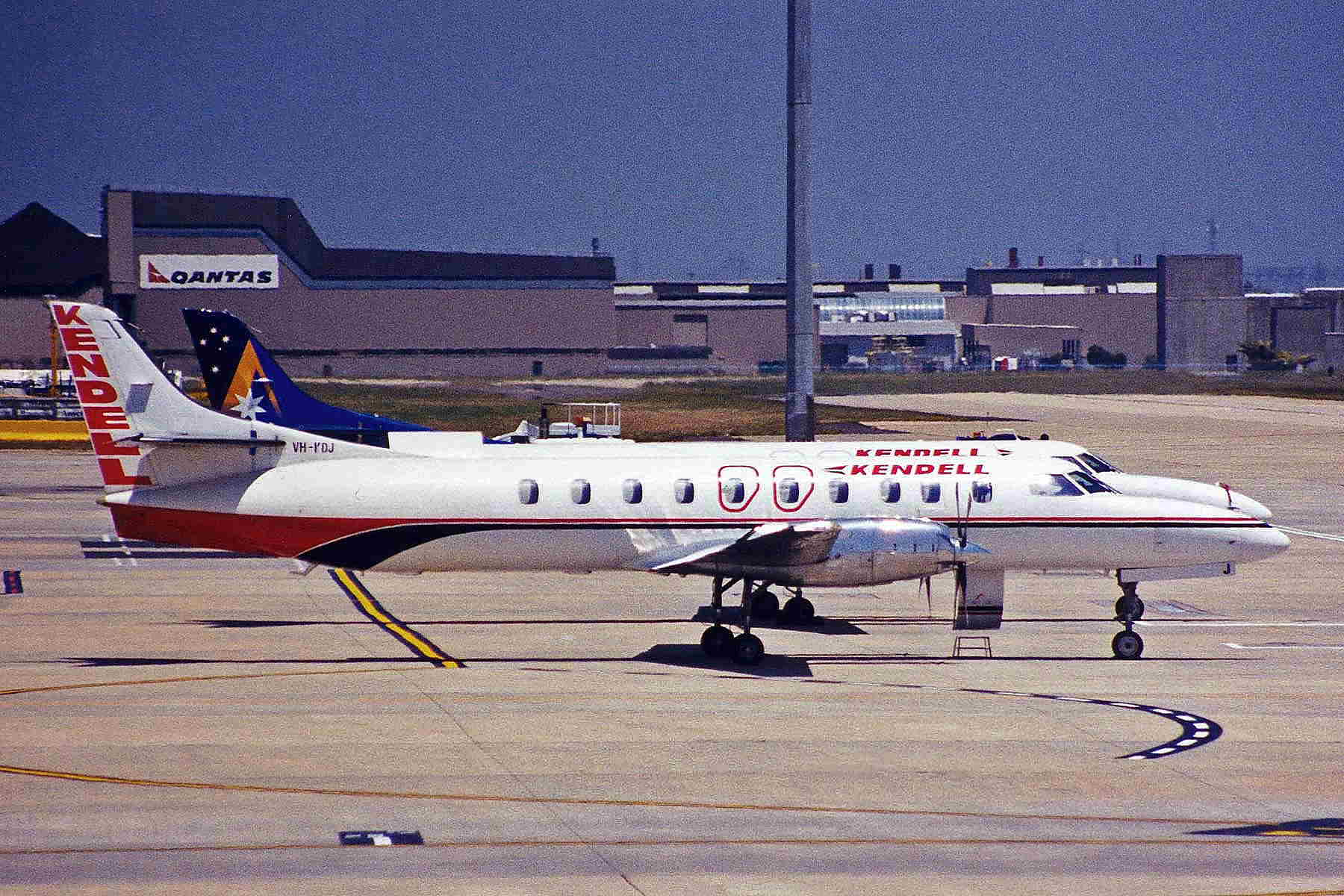
Fairchild SA227-DC Metro 23 der Kendell Airlines im Jahr 1999

Regional Express wurde 2002 durch den Aufkauf von Hazelton Airlines und Kendell Airlines durch das Australiawide Airlines Consortium, welches von der kurz zuvor insolventen Fluggesellschaft Ansett Australia gegründet wurde.
Nach der Verschmelzung beider Gesellschaften wurde der Flugbetrieb als REX fortgesetzt.
2005 nannte sich die Stammgesellschaft in Regional Express Holdings um. Am 30. November 2005 verkündete die Fluggesellschaft den Kauf von Air Link mit Sitz in Dubbo.
Im Oktober 2007 dehnte die Fluggesellschaft ihr Liniennetz über die bisher bedienten Bundesstaaten New South Wales und South Australia hinaus nach Queensland aus und fliegt seitdem auch zwischen Brisbane und Maryborough.
Derzeit leidet die Fluggesellschaft, wie die meisten auf der Welt, an Pilotenmangel, insbesondere durch das Wachstum von Jetstar Airways und Virgin Australia, weshalb im November 2007 einige Flugrouten vorerst eingestellt werden mussten. Die Fluggesellschaft investiert daher auch vermehrt in die Pilotenausbildung.
Im September 2022 übernahm die Gesellschaft Cobham, das unter National Jet Express weitergeführt wird.

## Flugziele
Regional Express fliegt von ihren vier Drehkreuzen hauptsächlich Ziele im Osten Australiens an. Zudem werden zwei Routen ab Perth bedient. Des Weiteren werden Flüge von den Tochtergesellschaften Air Link und Pel-Air durchgeführt.

## Flotte

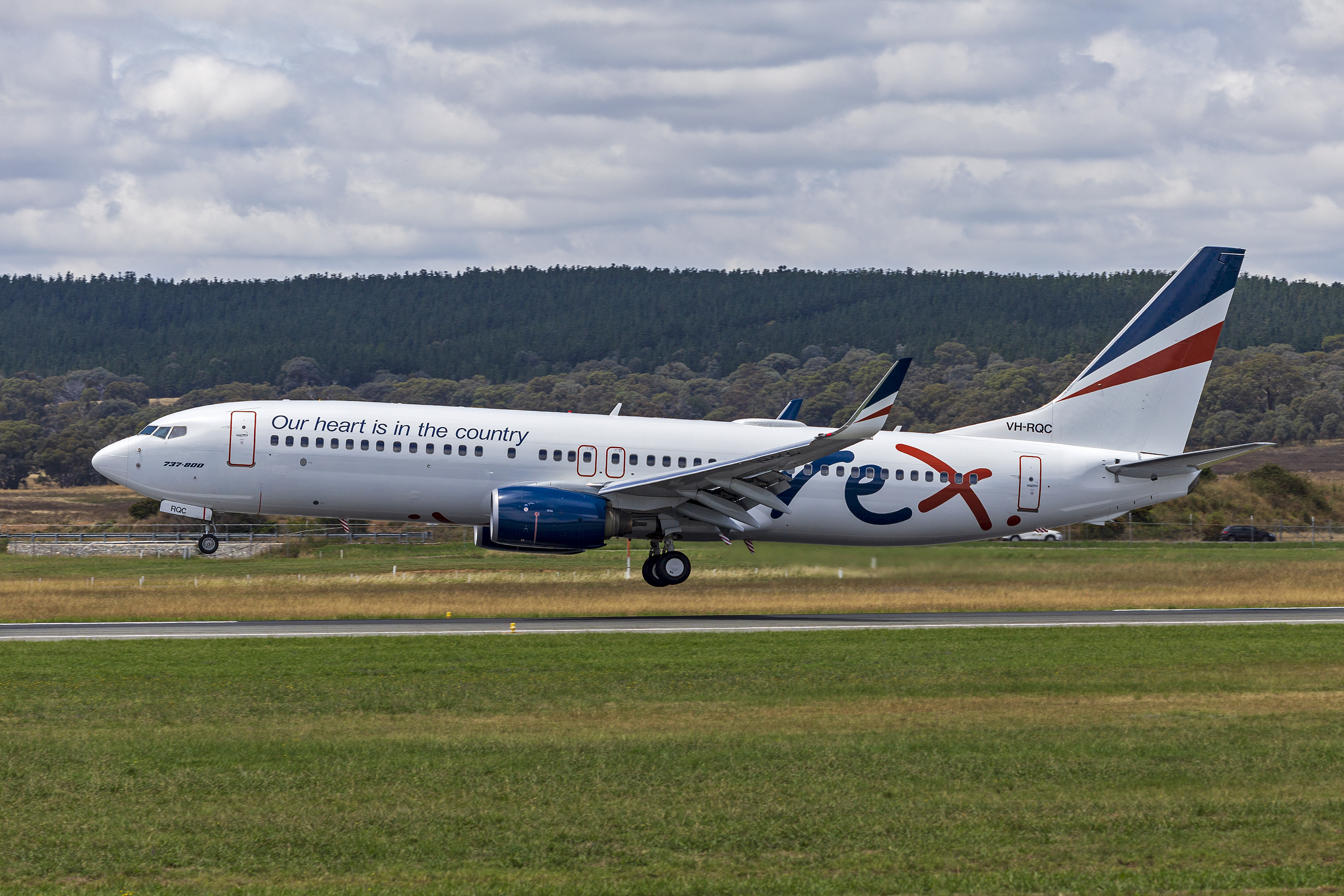
Boeing 737-800 der Regional Express

Mit Stand April 2025 besteht die Flotte der Regional Express aus 56 Flugzeugen mit einem Durchschnittsalter von 30,7 Jahren:
| Flugzeugtyp | Anzahl | bestellt | Anmerkungen | Sitzplätze | Durchschnittsalter |
| ----------- | ------ | -------- | ----------- | ---------- | ------------------ |
| Saab 340B   | 56     |          | 27 inaktiv  | 34         | 30,7 Jahre         |
| Gesamt      | 56     | -        |             |            | 30,7 Jahre         |

### Aktuelle Sonderbemalungen
| Bemalung          | Flugzeugtyp | Luftfahrzeugkennzeichen | Zeitraum         | Bild |
| ----------------- | ----------- | ----------------------- | ---------------- | ---- |
| Shark Cage Diving | Saab 340B   | VH-EKX                  | seit Januar 2012 |      |

### Ehemalige Flugzeugtypen
- Boeing 737-800